# Lluís Font de Mora Montesinos
Lluís Font de Mora Montesinos (València, 29 d'abril de 1936 - 3 de maig de 2018) fou un enginyer agrònom valencià, conseller d'Agricultura, Pesca i Alimentació de la Generalitat Valenciana del 1983 al 1993.

## Biografia
Doctor enginyer agrícola, col·laborà i dirigí diversos treballs de concentració agrícola a Conca, en el servei de control de plagues a Irun (Guipúscoa) i València entre d'altres. Accedí per oposició al Servei Oficial de Vigilància i Regulació de les exportacions que fundà el 1934 el seu propi pare. La seua vinculació amb les exportacions agrícoles el portà a ocupar un lloc de conseller comercial a l'ambaixada espanyola a Washington (EUA). És a partir dels anys 70 del segle passat quan comença a dedicar-se a la docència en la Facultat d'Economia de la Universitat de València, però també fou degà del Col·legi Oficial d'Agrònoms i president de la Unió Territorial de Cooperatives del Camp de València.

## Trajectòria política
Lluís Font de Mora fou conseller d'Agricultura, Pesca i Alimentació de la Generalitat Valenciana a successius governs del socialista Joan Lerma, encarregant-se de la seua organització durant la primera legislatura democràtica. Fou elegit diputat a les Corts Valencianes com a independent a les llistes del PSPV-PSOE entre 1983 i 1995.
En un primer moment milità al Partit Socialista Popular del País Valencià de Sánchez Ayuso i Aguilera Cerni. Participà en la Junta Democràtica des d'on passarà a militar al PCE i posteriorment s'aproparà al PSOE.